# José Antonio Rodríguez Vega
José Antonio Rodríguez Vega (3 de Dezembro de 1957 - 24 de Outubro de 2002), com a alcunha de "El Mataviejas" (O assassino de idosas) foi um assassino em série espanhol que violou e matou, pelo menos, 16 mulheres idosas, com idades entre os 61 e os 93 anos, em e à volta de Santander, Cantabria, entre Agosto de 1987 e Abril de 1988.

## Biografia
Rodríguez Vega nasceu em Santander, Cantabria, Espanha. Rodríguez Vega odiava a sua mãe porque o tinha expulsado de casa quando Rodríguez Vega tinha batido no seu pai, que estava com uma doença terminal. Em "vingança" contra a sua mãe, Rodríguez Vega começou a sua carreira criminal violando mulheres até 17 de Outubro de 1978 quando foi preso e sentenciado a 27 anos de prisão. Contudo, o seu comportamento na prisão, e a sua capacidade de convencer as suas vítimas a perdoá-lo, levou-o a uma redução da pena para 8 anos.
A 19 de Maio de 1988, Rodríguez Vega foi preso enquanto andava na rua de Cobo de la Torre em Santander, onde partilhava o apartamento com María de las Nieves (23 anos). Após ser preso, confessou os crimes.

## Crimes
A 6 de Agosto de 1987, Rodríguez Vega entrou em casa de Margarita González (82 anos), violou-a e sufocou-a. Forçou a mulher a engolir a sua dentadura. Umas semanas mais tarde, a 30 de Setembro de 1987, Carmen González Fernández (80 anos), foi encontrada morta em sua casa. Rodríguez Vega foi acusado desta morte. Pouco depois, em Outubro, Rodríguez Vega matou Natividad Robledo Espinosa (66 anos), espancando-a, violando-a e sufocando-a.
Rodríguez Vega não matou novamente até 21 de Janeiro de 1988, quando Carmen Martínez González foi encontrada morta na sua casa. A 18 de Abril de 1988 matou Julia Paz Fernández (66 anos), que também violou e sufocou. Foi encontrada nua.
A identidade das outras vítimas não foi publicada.

## Julgamento e sentença
O seu julgamento começou em Novembro de 1991 em Santander. Na altura da sua prisão, confessou as mortes mas no julgamento negou-as dizendo que as mulheres morreram de causas naturais.
Rodríguez Vega foi diagnosticado como psicopata meticulosamente organizado. As suas mortes eram organizadas em que primeiro identificava as vítimas e depois observava-as até saber a sua rotina. Depois fazia contacto com a vítima, tentando ganhar a sua confiança, usando o seu charme e aparência, até ganhar acesso à sua casa, muitas vezes usando a desculpa de fazer algum tipo de trabalho nas suas casas. Foi descrito como um homem sem coração e um assassino em série calculista que tirava lembranças das suas mortes. Quando foi preso, a polícia encontrou um quarto vermelho onde Rodríguez Vega guardava as suas lembranças, que iam desde televisões a um ramo de flores de plástico. Devido à idade das suas vítimas, algumas das suas mortes foram atribuídas a mortes naturais. A extensão da sua onda de mortes nunca foi percebida até a polícia ter cedido uma cassete de vídeo com as lembranças da sua casa. As famílias das vítimas identificaram as lembranças, ligando Rodríguez Vega aos seus familiares mortos.
José Antonio Rodríguez Vega foi sentenciado a 440 anos de prisão.

## Morte
A 24 de Outubro de 2002, Rodríguez Vega estava a andar nos espaços comuns da prisão quando dois colegas de prisão o atacaram e esfaquearam-nos brutalmente e fatalmente. Rodríguez Vega foi enterrado no dia seguinte num caixão pobre. O enterro foi apenas assistido por dois coveiros.